# Porcelaine blanche de la période Joseon

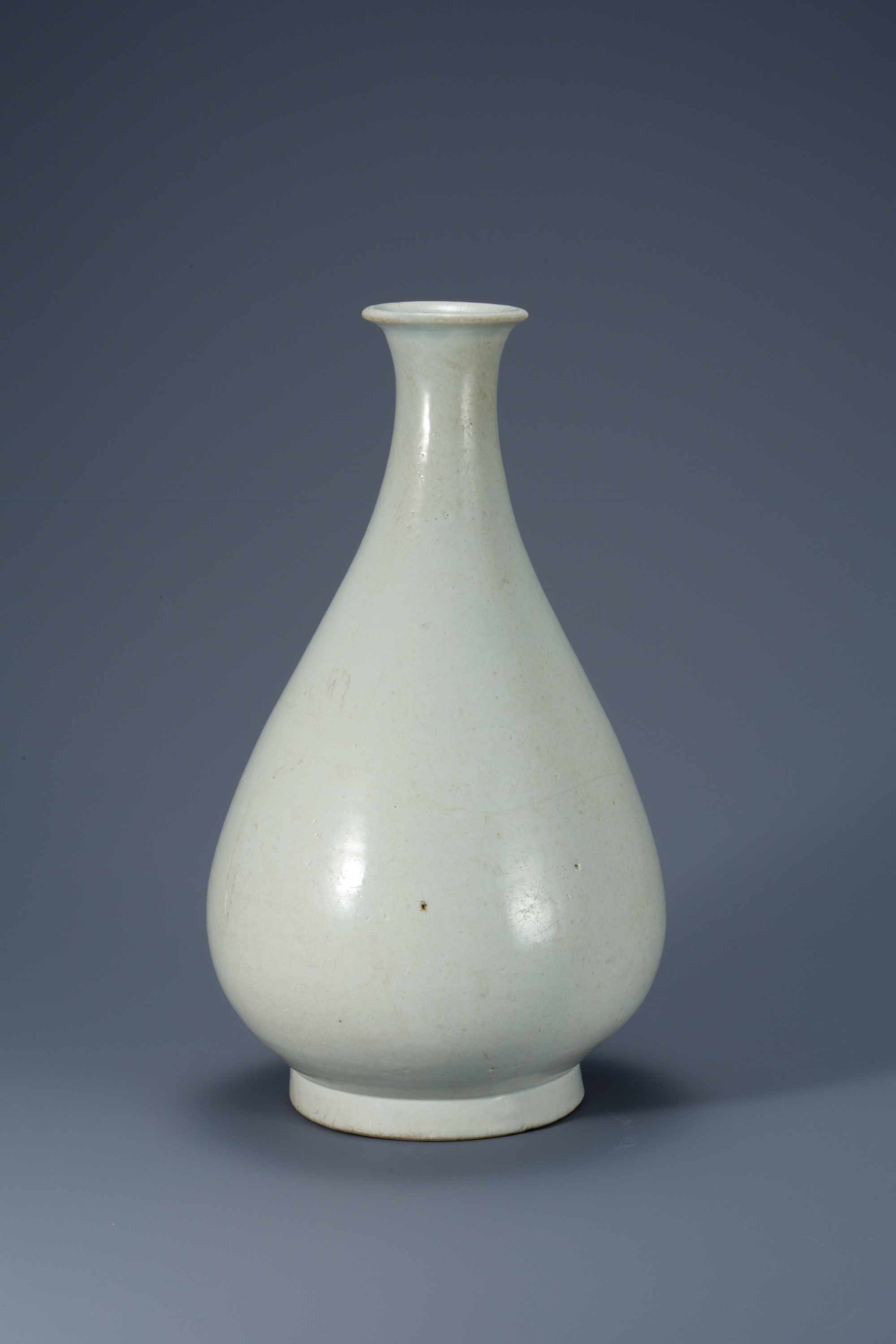
Bouteille. Porcelaine blanche de la période Joseon, H. 36,2 cm. XVe siècle. Musée national de Corée.
Trésor national N° 1054

La porcelaine blanche de la période Joseon ou Joseon baekja a été produite au cours de cette dynastie Joseon (1392-1910). Elle se distingue nettement des autres formes de la céramique coréenne.

## Histoire
Les porcelaines blanches sont louées et préférées à toute autre porcelaine de l'époque pour représenter les valeurs du confucianisme coréen telles que la frugalité et le pragmatisme. Leur valeur convient à la dignité de la cour et aux rituels préconisés par la philosophie néoconfucéenne
Dans l'ensemble, la céramique de la dynastie Joseon subit de nombreuses transformations au cours de cette période de sept cents ans généralement divisée en trois grandes parties : le début, le milieu et la fin de la période. Bien que la chronologie de la céramique de la dynastie Joseon diffère selon les chercheurs, trois événements majeurs influencent la production sortie des tourailles : L'issue des invasions japonaises de la Corée (1592–1598), l'établissement des bunwon (hangul: 분원; hanja: 分院), tourailles financées par le gouvernement dans la ville de Bunwon-ri près de Séoul en 1751 et la privatisation des bunwon en 1884.
Les porcelaines blanches de la période Joseon sont caractérisées par la beauté des formes sans prétention, d'une grande maîtrise dans la réalisation et rappellent certaines formes des arts du métal par ses formes amples. La décoration sobre ou son absence ainsi que l'utilisation subtile de la couleur, comme le brun de fer (en particulier pour la « bouteille à la cravate », ci dessous) reflétant les idéaux du confucianisme coréen d'État.

## Galerie

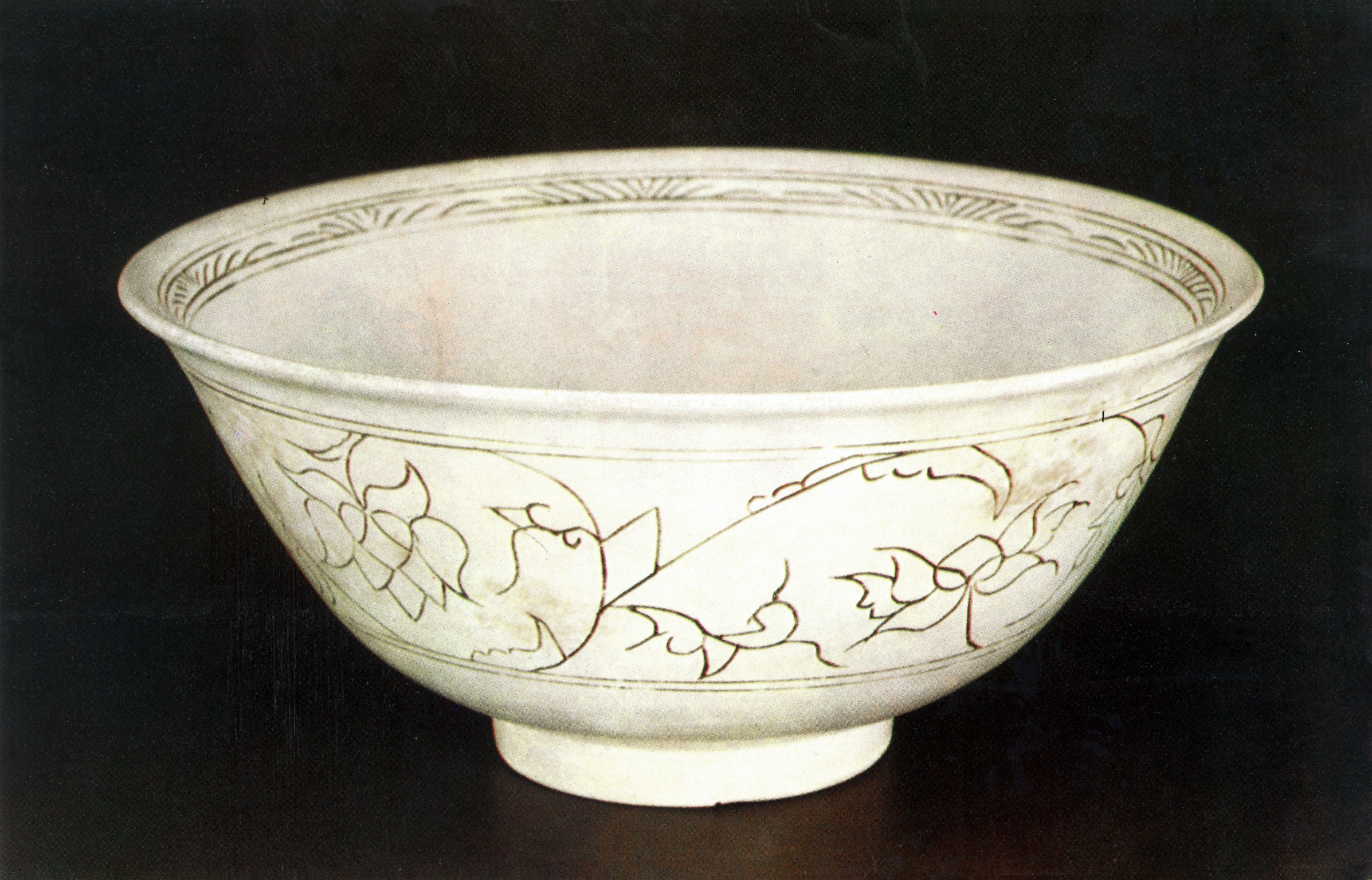
Bol, porcelaine blanche à décor incisé de lotus et arabesques. H. 7,8 cm. XVe siècle. Musée national de Corée
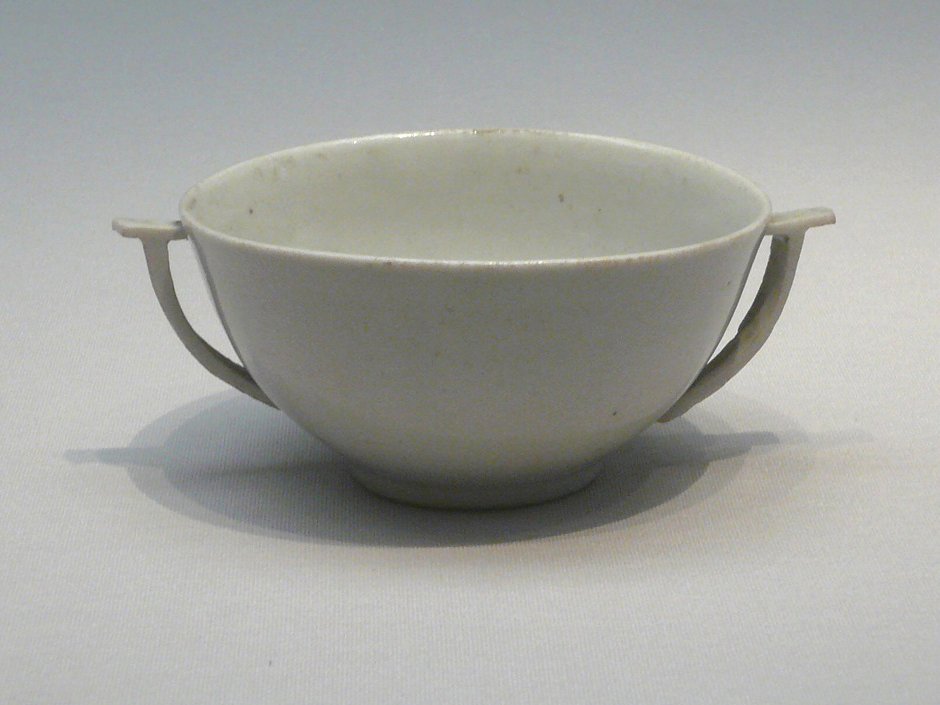
Coupe à vin, porcelaine blanche, H. 4 cm. XVe siècle. Musée national de Corée
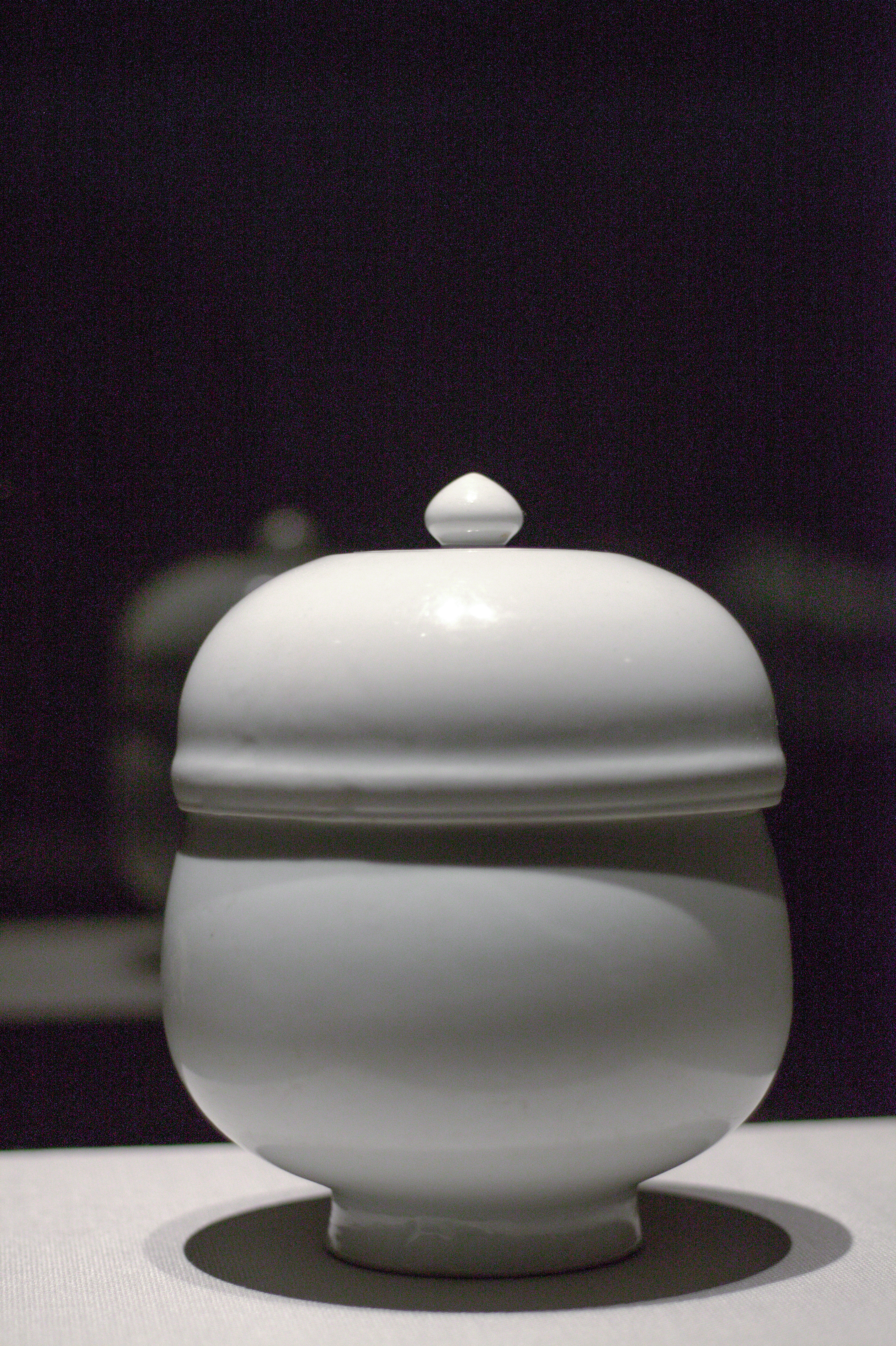
Grand bol et son couvercle. XVe siècle. Porcelaine blanche. H. 22,7 cm. Musée Horim. Trésor national N° 806
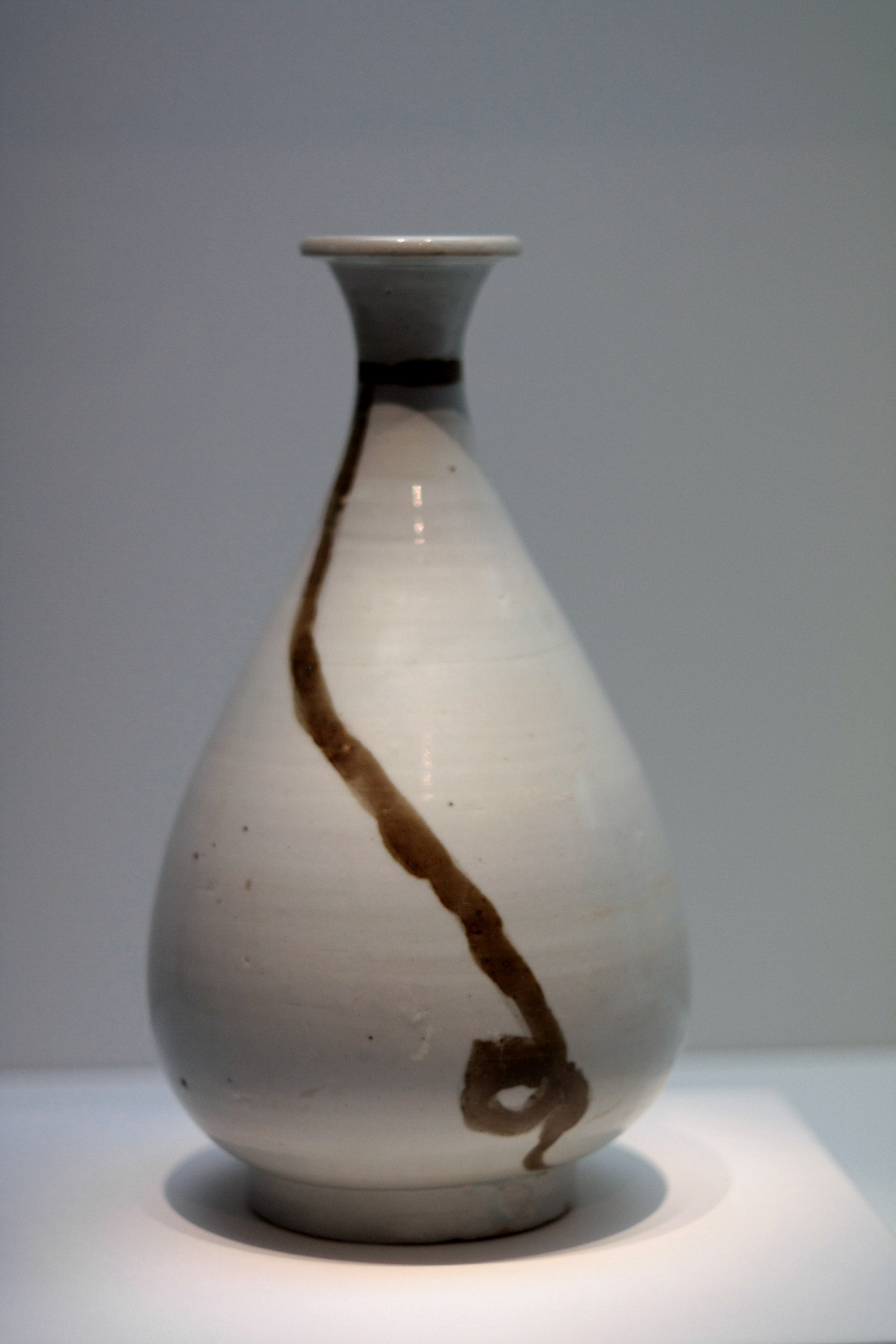
Bouteille, porcelaine blanche, décor au brun de fer sous couverte, H. 31,4 cm. XVIe siècle. Musée national de Corée. Trésor national N° 1060
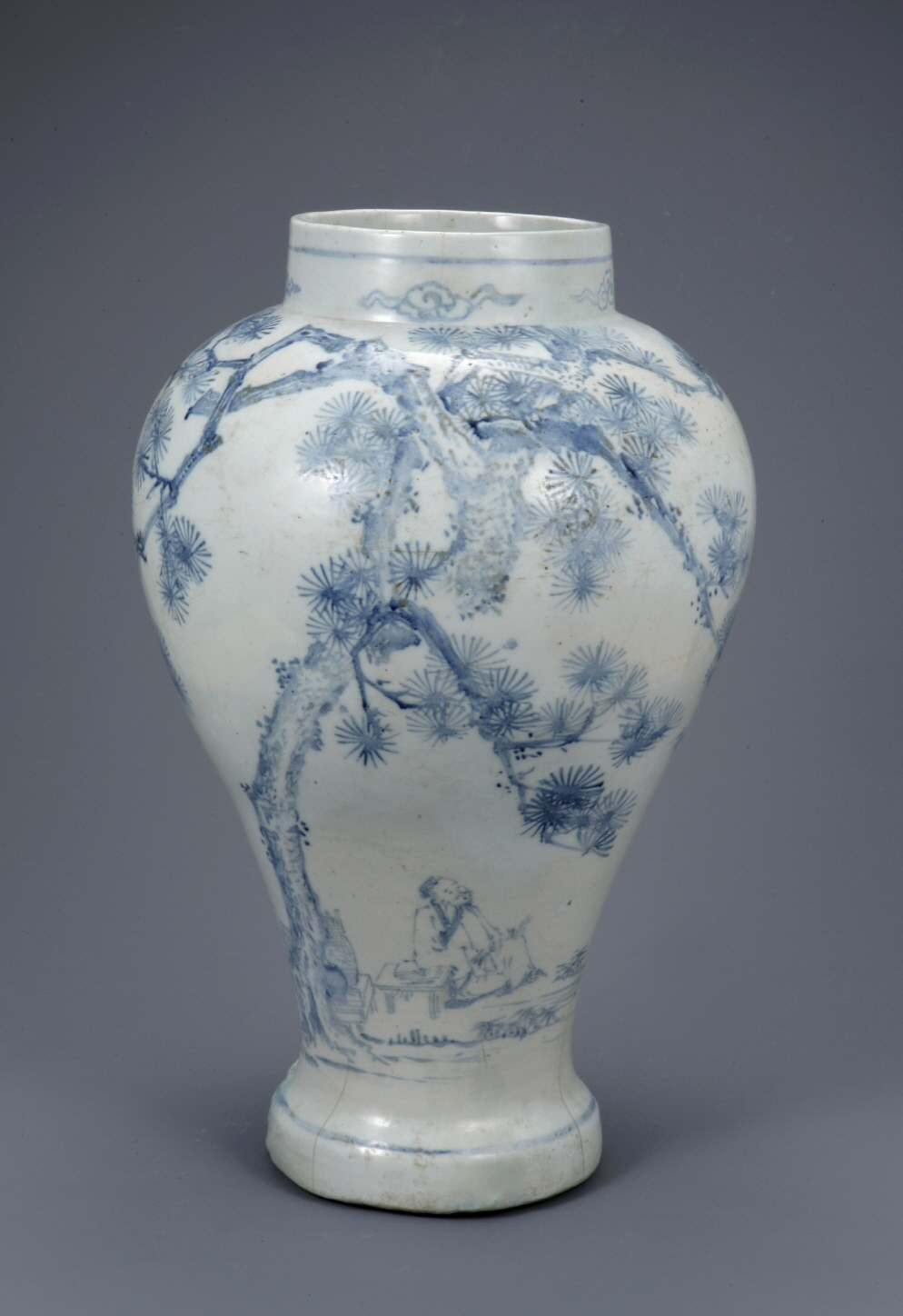
Jarre en porcelaine blanche. XVIe siècle. Personnages, pin et bambou au bleu de cobalt sous couverte. H. 47,1 cm. Musée de l'université féminine Ewha
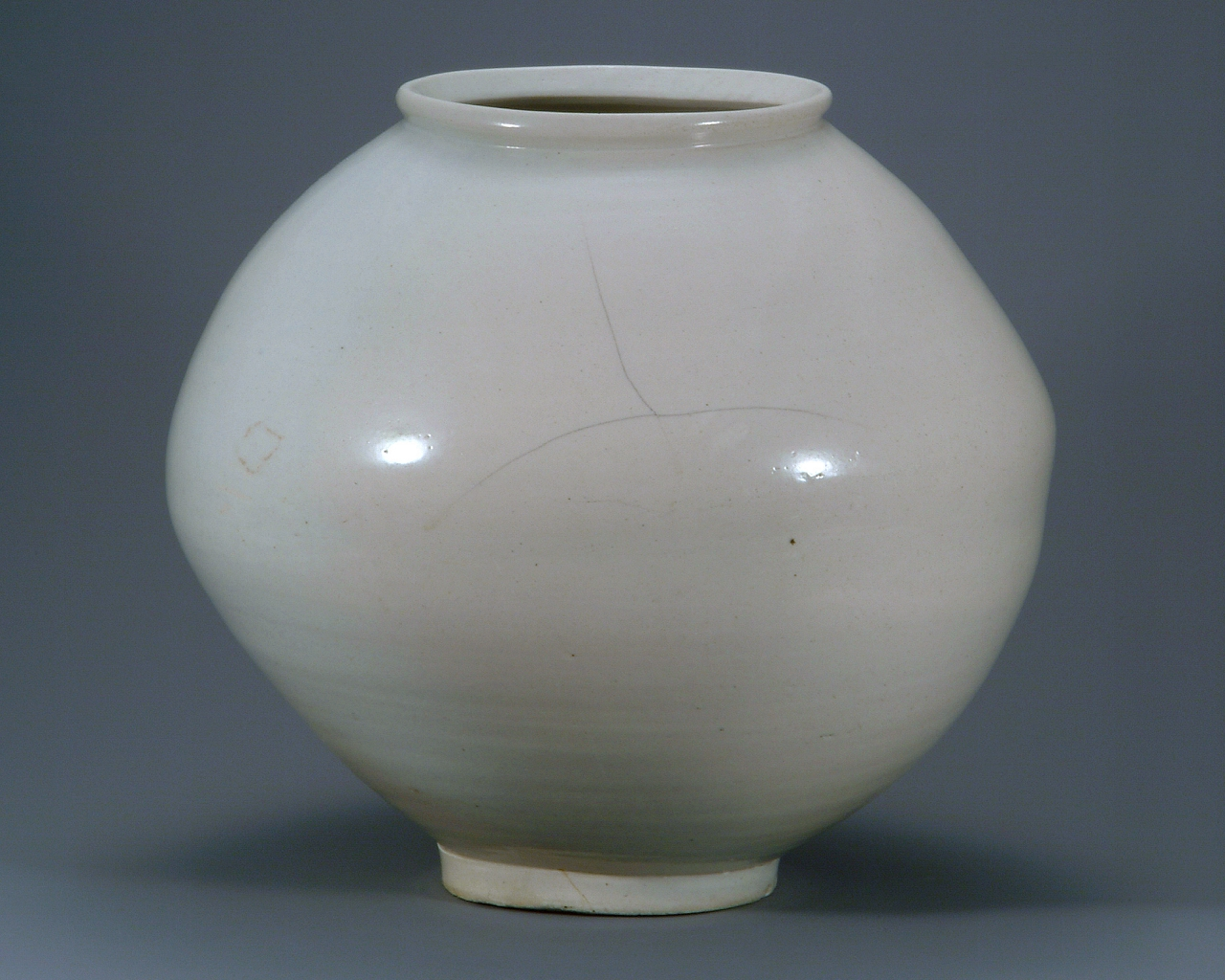
Jarre de lune du XVIIe siècle. H. 41 cm. Musée national de Corée. Trésor national N° 310
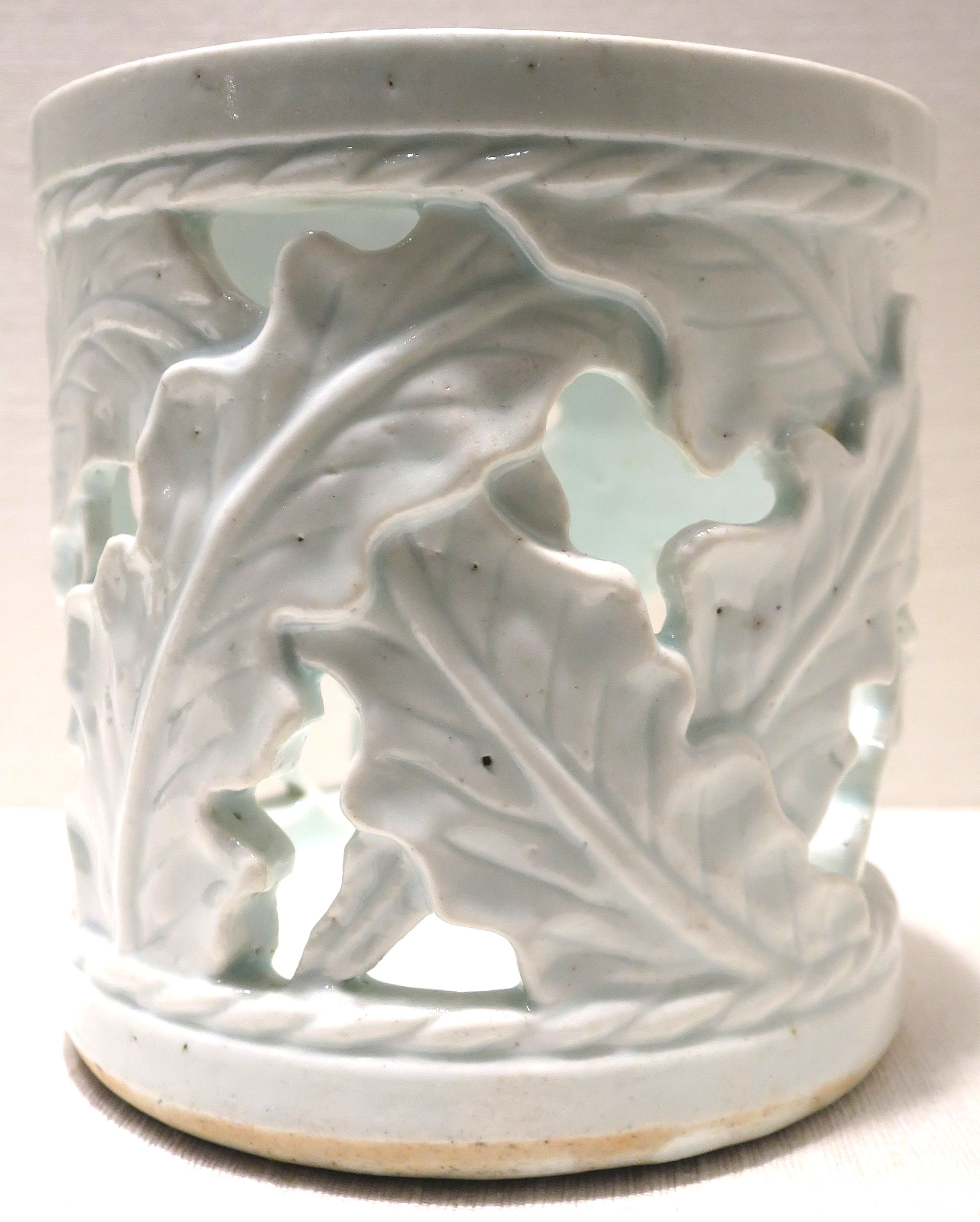
Porte pinceaux, porcelaine blanche à décor ajouré, XVIIIe siècle. Dayton Art Institute

## Source de la traduction
- (en) Cet article est partiellement ou en totalité issu de l’article de Wikipédia en anglais intitulé « Joseon white porcelain » (voir la liste des auteurs).